# Impulse (periodico)
Impulse (che nella testata e nel logo è sempre riportato in minuscolo, impulse) è un mensile economico tedesco, fondato nel 1980. La redazione ha sede ad Amburgo.

## Storia
Il giornale fu fondato nel 1980 dalla casa editrice G+J Wirtschaftsmedien, parte del gruppo Gruner + Jahr. Primo direttore fu Wolfram Baentsch (con condirettori Egon F. Freiheit e Rolf Düser).
Nel 2012 la G+J Wirtschaftsmedien fu sciolta, ed a gennaio 2013 la testata fu venduta, con un'operazione di management buyout, alla Impulse Medien di Nikolaus Förster (socio di maggioranza e direttore della rivista dal 2009) e Dirk Möhrle.

## Tiratura
Nel 2013, il numero medio di copie vendute ha oscillato tra le 61 500 copie del primo trimestre e le 78.800 del secondo.
Nel primo trimestre 2014 il numero medio di copie vendute è stato di 73.300, mentre è sceso a 70.100 nel secondo trimestre.

## Direttori
- 1980-1984: Wolfram Baentsch (con Egon F. Freiheit e Rolf Düser)
- 1984-1993: Rolf Düser
- 1993-1995: Roland Tichy
- 1996-1997: Wolfram Baentsch
- 1997-2003: Thomas Voigt (nel periodo 2001-2003: con Thomas Licher)
- 2004-2007: Gerd Kühlhorn (facente funzioni; editore: Klaus Schweinsberg)
- 2008-2009: Ursula Weidenfeld
- 2009-: Nikolaus Förster